# Футбольна асоціація Лесото

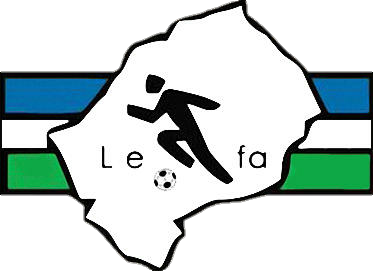

Футбольна асоціація Лесото (LEFA) — організація, що здійснює контроль і управління футболом в Лесото. Вона була заснована в 1932 році, а в ФІФА та КАФ вступила в 1964 році. Вона організовує національну футбольну лігу і збірну.